# Liste des maîtres de la province de France de l'ordre du Temple
Pour un article plus général, voir Liste des maîtres de province de l'ordre du Temple.
Cet article présente une liste des maîtres de la province de France de l'ordre du Temple.

## Province de France

La France en 1180

Ce fut la première province des Templiers en Occident. Il ne s'agit pas du royaume de France mais des terres où la langue d'oïl était parlée. Initialement, elle couvrait également les territoires du royaume d'Angleterre.
Les frontières de cette province étaient les suivantes,:
- Au nord : comté de Ponthieu et comté de Flandre.
- À l'est : comté de Champagne et comté de Bourgogne.
- À l'ouest : duché de Normandie et comté de Blois.
- Au sud : comté de Forez et comté de Lyon.

| Maître                                    | Période de maîtrise   | Commentaires et autre(s) fonction(s) |
| ----------------------------------------- | --------------------- | --- |
| Évrard des Barres                         | 1143 - 1147           | 27 nov. 1143: « donacio fuit facta in manu dompni Ebrardi, magistri Gallie » avant 1150 : « frater Evrardus, magister fratrum de Templo qui in Francia sunt » |
| Otton[Lequel ?]                           | 1158                  | |
| Guillaume Pavet                           | 1160 - 1161           | (la): Willelmus Panet (en): William Pavet (fr): Guillaume Panet, Ponet mai 1161: « fratrum Templi in Gallia commorantium minister » Maître de la province d'Aquitaine (1166-1173) |
| fr. Geoffroy Foucher (Fouchier)           | 1171                  | (la): Gaufridus Fulchen, Fulchier (en): Geoffrey Foucher 1171: « Gaufrido Fulchen magistro militiae Templi in Francia » Commandeur de la terre de Jérusalem (1156-1168), peut-être dès 1151 Visiteur Cismarin (1171, 1172, 1179) Autres sources :, |
| fr. Eustache le Quien                     | ? - 1178              | (la): Eustachius Canis 1171: « vice magistri tunc temporis rerum Templi procurator in Gallia » 1172: « Hoc vero fratris Gaufridi Fulcherii factum est consilio, qui cis mare Templi magister erat. Et consilio fr. E[ustachii] Canis, qui sub fratre Gaufrido preceptor erat Gallie » c. 1176: « bajulationis Francie magister » 1178: « magister et procurator elemosinarum templi in Francia » |
| fr. Amio de Ays                           | 1183                  | [Sources contradictoires] (la): Aimo, Amions (fr): Amion des Haies 1183: « frater Aimo magister milicie Templi », à Paris ; « Amions fratrum templariorum in Francia commorantium [dictus] magister » Maître cismarin (1179-1186) Sénéchal (1190-1191) Il quitte l'ordre en 1198 pour se mettre au service d'Amaury II de Lusignan Commandeur de la terre d'Antioche (1211) |
| fr. Olard                                 | 1189                  | [Incertain] (la): Oelardus 1189: « Magister Templi Francie » Commandeur de la baillie de Ponthieu (1194) Peut-être le même que Huilardus, maître cismarin |
| fr. Robert de Milly                       | 1190,                 | [Homonyme de Robert de Milly , chambellan du comte de Champagne] (la): Robertus de Miliaco 1190: « fratri Roberto scilicet de Milliaco, qui tunc temporis erat magister militie Templi in Francia », « minister in Francia » Maître de la province de France (1180) |
| fr. Pierre de « Moron »                   | ? - 1192 1195/96      | (la): Petrus de Moncione, de Moron 1192 (Laon): « Domorum Templi preceptor in Francia » février 1195/96: « tunc procuratore domus templi in Francia » |
| fr. Raoul de Montliard (ou de Molitard ?) | 1192 - 1193           | (la): Radulphus de Monteletardi (fr): Raoul de Montletard fév [sic] 1192: « ? » 5 août 1193: « tunc temporis domorum Templi in Francia humilis procurator » |
| fr. Gilbert Hérail                        | ? - 1196              | [Erreur] (la): Girbertus Eracleo, Eral, Heral (en): Girbert Eral (fr): Gilbert Erail, Eral, Horal Grand commandeur (1183, 1190-1191) Maître de Provence et parties des Espagnes (1185-1189), Maître cismarin / deçà-mer (1191-1193) Maître de l'ordre (1194-1200) |
| fr. Pons de Rigaud                        | 1197,                 | (la): Poncius Rigaut 1197: « Poncius, tunc temporis magister Francie, frater noster oriendus de Rigaut » Commandeur du Ruou (1180) Commandeur de la baillie de Provence (1184-1189) Maître de la province de Provence et parties des Espagnes (1189-1195, 1202-1206), Maître en deçà-mer (cismarin) (1196, 1198, 1202, 1207-1208) Maître en Italie, Provence et Espagne (1200) |
| fr. Gui de Briançon                       | 1201 - 1204           | (la): Guido de Briencon, Briencione, Brienchon 1201: « domus milicie Templi in Francia procurator » janvier 1202: « militiæ templi in Francia minister humilis » décembre 1202: « F. Guido de Brienc. domorum militiae Templi quæ sunt in Francia procurator » 1203: « Ego frater Guido de Brienc..., milicie Templi in Francia minister humilis » |
| fr. André de Coulours                     | 1204 - 1205           | (la): Andreas de Celeres, de Coloors juin 1204: « domorum milicie Templi que sunt in Francia preceptor » juin 1205: « domorum templi... tunc temporis in Francia » |
| fr. Guillaume Œil-de-Bœuf                 | 1207, 1209            | (la): Vuilelmus Oculis Bovis, Willelmus de Eulebuef 1207: « fratris Vuilelmi Oculus Bovis magistri milit[i]ae Templi in Francia » 1209 : « Willelmus de Eulebuef tunc temporis magister militie templi in Francia », « Magister [mil. Templi] in Francia » Maître cismarin (1206-1207, 1208-1209, 1211) |
| André de Coulours                         | 1209 - 1220/21        | (la): Andreas de Coleors, de Coloors, de Colors, de Couleors janvier 1209: « domus Templi in Francia preceptor » juin 1212: « domus Templi in Francia preceptor » 1214: « domorum Templi in Francia preceptor », ; « Præceptor domorum T. in Francia » ; « Ego Andreas preceptor templi in regno Francie » 1216: « domorum Templi in Francia preceptor » 1219: « domorum militie Templi in Francia preceptor » 1220/21: « domorum militie Templi in Francia preceptor » |
| fr. Gérald de Villers                     | 1209                  | [Erreur] ((la) Giraldus de Villers.) |
| fr. G. de l'Aigle                         | 1222                  | (la): G. de Aquila 1er juillet 1222: « domorum militie Templi in Francia preceptor », Peut-être Guillaume de l'Aigle, commandeur de Normandie (1219, 1226-1227) |
| Olivier de La Roche                       | 1224                  | [Erreur ?] |
| Pierre de Saint-Romain                    | 1225                  | (la): Petrus de sancto Romano 5 juillet 1223 [sic]: « frater P., perceptor domorum milicie Templi in Francia » nov. 1225: « frater Petrus de sancto Romano, magister militiae Templi in Francia » Maître de la province de France et visiteur cismarin (1238) Grand commandeur (1241) Commandeur de la terre de Tripoli (1243) |
| fr. Olivier de La Roche                   | 1226-1234             | (la): Oliverius de Rupe 1226-1227: « ? », novembre 1226: « domorum militum templi in Francia preceptor » 10 janvier 1226/27: « domorum militiæ Templi in Francia præceptor » septembre 1231: « domorum militi Templi in Francia preceptor » 1232: « » janvier 1234: « domorum militie Templi in Francia preceptor » juin 1234: « domorum militie Templi in Francia preceptoris » |
| Robert de Lille                           | 1234/35               | (la): Robertus de Insula 1234/35: « ? » Frère chevalier (1217) Commandeur de la baillie de Flandre [?] |
| Pons d'Albon [?]                          | 1236 - 1237           | [sources contradictoires] 5 juillet 1236: « frater P., perceptor domorum milicie Templi in Francia » |
| Pierre de Saint-Romain                    | 1238                  | (la): Petrus de sancto Romano juin 1238: « magister milicie (militiae) Templi in Francia », Voir 1225 pour le reste de sa carrière |
| Pons de Aubon                             | 1238 - 1240/41        | (la): Poncius de Albone 1238: « Frater Pontius de Aubon, domorum Milicie Templi in Francia preceptor humilis » juillet 1238: 1240: « frater Pontius de Ambon, domorum milicie templi in francia preceptor » mars 1240: « Frater Pontius de Albon, domorum milicie Templi in Francia preceptor » juin/juillet 1241: Chronique anonyme relatant une lettre au roi de France à propos de l'invasion des Tatars |
| Renaud de Vichiers                        | 1242 - 1243           | (la):Renaudus de Vicheriis janvier 1243: Renaut de Vichery, « domorum milicie Templi in Francia preceptor » juillet 1243: « Frater Renaudus de Vichier preceptor domorum milicie templi in Francia » Commandeur d'Acre (1240) Commandeur de la baillie de Landrecies ou de Laon (1241) [?] Maréchal de l'ordre (1249-1250), maître de l'ordre (1250-1256) Autres sources : , |
| Guy de Bazainville (Gui de Basenville)    | 1243                  | [Problème de date] (la): Guido de Basainvilla mars 1243: « preceptor domorum militie Templi in Francia » Commandeur de la terre et du royaume de Jérusalem (1256) Visiteur cismarin (1258-1260) Maître d'Aquitaine (1262-1264) |
| Renaud de Vichiers                        | 1244 - 1248           | (la):Rainaldus, Renaldus, Renaudus, Reginaldus de Vicheriis février 1244: « nos frater Renaldus de Vicherio, domorum militie Temple in Francia preceptor » juin 1245: « Renaudus de Vich. domorum militie Templi in Francia preceptor » 19 août 1246: « fratrem Rainaldum de Vicherio, preceptorem militie Templi in Francia » 13 septembre 1246: « fr. Renaldus, preceptor dominice milicie Templi Ierosolimitani in Francia » ; « et fratrem Renaldum preceptorem domus milicie Templi Hierosolimitani in Francia » juil. 1247: « Reginaldus de Vicheriis, domorum milicie Templi in Francia preceptor » mai 1248: « frater Renaudus de Vichier, domorum milicie Templi in Francia preceptor » juin 1248: « fratris Renaudi de Vicher domorum milicie Templi in Francia preceptoris » Accompagne probablement Louis IX au moment de son départ pour Chypre en août 1248. Voir période 1242-1243 pour le reste de la carrière. |
| Guy de Bazainville (Gui de Basenville)    | 1249 - 1255           | (la): Guido, Guidone, Guidonis de Ba(s)senvilla, de Baseinvilla, de Balsenvilla, Gui de Bainvilla 1249: « Gui de Basenville, précepteur des maisons du temple en France » janvier 1251: « frater Guido de Basenvilla domorum milicie Templi in Francia preceptor » février 1251: « freres Guis de Bazainvile mestres de la chevalerie del Temple en Franche » mai 1252: « frater Guido de Basanvilla, domorum Militie Templi in Francia preceptor » 10 juillet 1253: « a fratre Guidone de Balsenvilla milicie Templi in Francia preceptore » ; « a fratre Guidone de Blansenvilla(sic) preceptore milicie Templi in Franciam » 11 juillet 1253: « a domino Guidone de Balsenvilla milicie Templi in Francia preceptore » 12 juillet 1253: « a domino Guidone de Bassenvilla milicie Templi in Francia preceptore » 24 oct. 1253: « a fratre Guidone de Bassenvilla preceptore domorum milicie Templi in Francia » 4 novembre 1253: « a fratre Guidone de Basenvilla domorum milicie Templi in Francia preceptore » 18 novembre 1253: « a fratre Guidone de Basenville domorum milicie Templi in Francia preceptore » 29 novembre 1253: « a fratre Guidone de Balsemvilla domorum milicie Templi in Francia preceptore » 10 décembre 1253: « a fratre Guidone de Balsenvilla domorum milicie Templi in Francia preceptore » 1251-1253: « frater Guido de Basemilla domorum militie Templi in Francia preceptorum » mars 1254/55: « frère Gui de Basenville précepteur des chevaliers du Temple en France » avril 1254: « fratris Guidonis de Basenvilla domorum milite Templi in Francia preceptoris » 10 juillet 1254 (08 oct. 1254): « a fratre Guidone de Blassenvilla milicie Templi in Francia preceptore » juillet 1254: « frater Guido de Basenvilla preceptor domorum milicie Templi in Francia » 19 mars 1255: « frater Guido de Basenvilla, domorum Militie Templi in Francia preceptor » 1255: « ? » Commandeur de la terre et du royaume de Jérusalem (1256) Visiteur cismarin (1258-1260) Maître d'Aquitaine (1262-1264) |
| fr. Amaury de La Roche                    | 1256                  | [Date incertaine] (la): Emauricus de Ruppe mai 1256: « preceptor domorum milicie in Francia », Grand commandeur (1262), Maître de la province de France (1265-1271) |
| fr. Foulques de Saint-Michel              | 1256 - 1258           | (la): Falconis, Fulco de Sancto Michaele avril 1256: « magistri Falconis de S. Michaele, domorum militiae templi in Francia », janvier 1258: « preceptor domorum milicie ejusdem in Francia » juin 1258: « Nous frère Foulques de Saint-Michel, grand-maître (preceptor) des maisons du Temple de France » Maître d'Aquitaine (1250-1252) |
| Humbert de Pairaud                        | 1261 - 1264,          | juillet 1261: « frater Humbertus de Peraut, preceptor domorum militie Templi in Francia » 1261: « Item procurator fratris huberti de p aut pceptoris militie Templi in Francia » novembre 1263: « frater Ymbertus de Peraut, Domorum Milicie Templi in Francia preceptor » juillet 1264: « frater Imbertus de Paraut, Praeceptor domorum militiae Templi in Francia » septembre 1264: « frere Hubert commandeor des freres dou Temple en France » Commandeur de la baillie de Ponthieu (1257) Commandeur de la province d'Aquitaine et visiteur général (1265/66-1269) Maître de la province d'Angleterre (1269-1271) |
| Amaury de La Roche (Aimery de la Roche)   | 1265 - 1271           | avril ou mai 1267: « frere Amauri de la Roche, commandeur de la maison du Temple en France » 28 oct. 1267: « Amalricum de Rupe, magistrum domorum militiae Templi in Francia » mai 1268: « frere Amaurri de la Roiche, commandeeur des mesons de la chevallerie dou Temple an France » juillet 1268: « freres Amaurriz de la Roche, comanderres de la chevalerie del Temple an France » mars 1269: « Amalricus de Rupe preceptor domorum milicie Templi in Francia » 8 avril 1269: « frater Amaricus, humilis preceptor domorum milic. Templi in Francia » juin 1269: « frater Amanricus de Rupe preceptor domorum Milite Templi in Francia » 23 avril 1270: « frere Amaury de la Roiche, maistre dou Temple de France » Peut-être jusqu'en 1277. Aucun acte pour l'année 1272 où on retrouve Humbert de Pairaud, |
| Humbert de Pairaud                        | 1272                  | février 1272: « frater Hymbertus de Peraut, præceptor domorum militiæ Templi in Francia » Commandeur de la baillie de Ponthieu (1257) Maître de France (1261-1264) Visiteur Cismarin (1265) cumulant peut-être cette charge avec celle de maître d'Angleterre (1267-1269), aurait été également maître d'Aquitaine. |
| François de Bort                          | 1274                  | [Tenant lieu de commandeur] 21 mars 1274: « freres François de Bort, commanderres de la chevalerie dou Temple, tenenz le leu de commandeur en France, salut » Autres sources : ,. Maître d'Aquitaine vers 1259 en 1261,, Maître d'Auvergne en 1261, maître en Provence en 1267, visiteur cismarin (1270-1273, 1279), maître d'Auvergne et du Limousin (1279-1288) |
| fr. Pierre le Normand                     | 1276                  | [Tenant lieu de commandeur] (la): Petrus Normannus (fro): Pierres li Normans Cumulant cette charge avec celle de commandeur du Laonnais (1276) juillet 1276: « commanderes des maisons de le chevalerie dou Temple en Lauounois, et tenans le liu de commandeur en Franche », « preceptoris domorum milicie Templi en Lauounois, ac tenentis locum preceptoris in Francia » Commandeur de la baillie de Vermandois (?-1274) Mentionné comme commandeur d'Aulnay en 1275 [Erreur ?] Commandeur de la baillie du Laonnais (c. 1274/76, 1282-1287) |
| Jean le Français                          | 1277 - 1281,          | (la): Johannes lo Franceys, Johannes Franciscus mars 1279: « a fratre Henrico de Dola, humili preceptore domorum milicie Templi in ballivia Buriarum, tenentem locum viri religiosi fratris Johannis dicti François preceptoris domorum ejusdem milicie Templi in Francia » (Henri de Dole, commandeur de la baillie de Bures tient lieu de commandeur de France en son absence) 11 février 1281: « Johannes Franciscus, domorum militie Templi in Francia preceptor humilis » Commandeur de la baillie du Temple de Paris (av. 1269/70) Maître d'Aquitaine (1269-1276) |
| fr. Geoffroy de Vichier                   | 1282                  | [Représentant du commandeur] (la): Gaufridus de Ucherio, de Vicherio (fro): Gaufre Ucher, Jofrois de Vichier (fr): Geoffroi de Vicher, de Vichery mai 1282: « ? » Visiteur de France, d'Angleterre & d'Allemagne (1286-1290, 1295) |
| fr. Pierre le Normand                     | 1282                  | [Tenant lieu de commandeur] (la): ? Cumulant cette charge avec celle de commandeur du Laonnais comme en 1276 20 juillet 1282: Accord concernant des terres à Ardon, censive du Temple de Laon |
| Guillaume de Malay                        | 1283 - 1285, 1286 - ? | (la): Guillelmus de Maalin, de Mallaio, de Mallayo 9 juillet 1283: « frater Guillermus de Malaio preceptor domuum militie Templi in Francia » mars 1285: « Guillelmus de Mallaio, domus militie Templi in Francia preceptor humilis » 19 mai 1285: « domorum milicie Templi in Francia preceptoris » Tenant lieu de Maréchal (mai 1262), Maréchal du Temple (décembre 1262) Drapier (1271, 1277) |
| Gautier d'Este                            | 1285/86               | [Tenant lieu de commandeur] [Source indirecte, procès] (la): Galterus de Ete, de Esta, d'Este « fratre Galtero de Ete tenente locum magistri Francie » Commandeur de la baillie de Ponthieu (c.1280) Commandeur de Sommereux (1280-1290) |
| Hugues de Pairaud                         | 1292 - 1299           | (la): Hugo de Paraudo, de Perando, de Peraudo ; Hugonis de Paralto, de Parauda, de Peraudo (fro): Hugue d'esperaut ; Hugues Désperaut, de Paraut, de Peraut (en): Hugh Peraud's (fr): Hugues de Paraut, de Peraudo février 1292: « Frater Hugo de Peraudo, domorum milicie Templi in Francia preceptor humilis » 1293: « venerabiliter et discreto viro magistro Hugone de Paraus, magistro universaliter in Gallia » 1er juillet 1293: « frater Hugo de Paraudo, preceptor domorum milicie Templi in Francia » août 1294: « fratre Hugone de Peraudo, domus milicie Templi in Francia venerabili preceptore » novembre 1294: « Hugues de Paraut, commanderres des maisons dou Temple en France » 1295: « religiouse persone frere Hugues de Paraut honoraubles commandeurs des meisons de la chevalerie dou temple en France »,« Nous, frere Hugue d'esperaut commandeur des maisons de la Chevalerie dou Temple en France » 1296: « Hugone de Parauda in Francia preceptor » avril 1296: « frere Hugues Désperaut commandeur des maisons de la Chevalerie dou Temple en France ; commandeur en ce Temple de nos maisons en France » 20 septembre 1296: « Hugo de Peraudo, preceptor domorum milicie Templi in Francia » février 1297: « Hugoni de Paralto preceptori Domus Militie Templi Jerosolimitani » mars 1297: « Nous freres Hugues de Peraut, commanderres des maisons de la chevalerie dou Temple en France » 20 et 28 oct. 1298: « preceptor et fratres domus militie Templi Jerosolimitani in Francia ». Requête du commandeur de France [sans le nom] au pape Boniface VIII 1299: « Nous, frere Hugues de Paraut, commandeur des maisons de la chevalerie dou Temple en France » En Orient (Acre) c.1272/73 Commandeur de la baillie de Chalon-sur-Saône (date inconnue) [?] Commandeur d'Épailly (1280, 1284) Visiteur général (1299-1306) |
| Gérard de Villiers (de Villers)           | 1299-1307             | (la): Gerardus de Villaribus (fro): Gerot de Villers 4 août 1300: « frere Girarz de Villers, humbles comandeours des maysons de la chevalerie dou Temple an France » |

### Baillie de Bourgogne
(la): « Preceptor domorum militie Templi in Burgundia »
Le duché de Bourgogne ne constituait pas une province autonome mais plutôt une baillie dépendante de la province de France. Quant au comté de Bourgogne qui était sous contrôle du Saint-Empire romain germanique mais qui était un pays de langue d'oïl, les templiers y possédaient de nombreuses commanderies dont celle de La Romagne. Ce comté faisait partie également de la province de France,.
On trouve comme titulature des commandeurs du Temple en Bourgogne et des commandeurs des maisons de la chevalerie du Temple en Bourgogne,
À noter que les commanderies présentes dans la Suisse actuelle en faisaient partie.
| Commandeur                  | Période          | Commentaires et autre(s) fonction(s) |
| --------------------------- | ---------------- | --- |
| fr. Simon de Tramis         | 1203, 1206, 1211 | 1206: « ? » 1211: « frater Symon de Tramis templariorum magister in Burgundia » |
| fr. Hugues de Beauvoir      | 1219             | « fratrer Hugo de Bello Visu, preceptor domorum Templi in Burgundia » |
| fr. Renaud de Chaï          | 1222             | |
| fr. Hugues de Rogemont      | 1227             | 1227: « Nos Hues de Rogemont mestre dou Temple en Borgone » |
| fr. Pierre de Fougerolles   | 1232             | (la): Petrus de Forgueroles, de Folqueroles 1232: « praeceptor Domum Templi in Burgundia, preceptor domorum Templi in Burgundiă », 22 février 1228: « P. de Folqueroles, preceptor domorum Templi » |
| ?                           | 1246             | avril 1246: « au grant maistre de Borgoigne de la seinte maison dou Temple d'Outremer » |
| fr. Pons                    | 1252             | Pontius dit Busuus |
| fr. Paris                   | 1254-1255        | (la): Parisius 5 août 1254: « fratrem Parisium preceptorem militie Templi in Burgundia » 27 mai 1255: « fratre Parisio præceptore domorum prædicte , scilicet de la Ajusie ou Muste et de Belleville », Commandeur de la baillie de Lorraine (1259) |
| fr. Robert de Girefontaine  | 1268             | (la): Robertus de Girafonte septembre 1268: « fratre Roberto de Girafonte, preceptore domorum milicie Templi in Burgundia » |
| fr. Hugues de Pairaud       | 1289             | (la): Hugo de Perando, Hugonis de Peraudo (en): Hugh of Peraud (fr): Hugues de Paraut, de Parraut 1289: « preceptor de Buris et domorum totius milicie Templi in Burgundia » En Orient (Acre) c.1272/73 Commandeur de la baillie de Chalon-sur-Saône (date inconnue) [?] Commandeur d'Épailly (1280, 1284) Maître de la province de France (1292-1299) visiteur (1299-1306) |
| fr. Richard de Bettoncourt  | 1294             | 22 mars 1294: « preceptore domorum Milicie Templi in magna Burgundia et de lay Romagne » Commandeur de Sales (1302) |
| fr. Aimé d'Oiselay († 1316) | 1300, 1303-1304  | [Source indirecte, procès] (la):Ayme, Aymo de Monte Avium, de Osiliers (en): Aimo of Oiselay (fr): Aymon d'Osiliers, Hennes d'Oixelier, d'Oiseley, d'Oyselier, de Zelet (fro): 28 novembre 1300: « freire Heine d'Oixeleir, maistres et commandeires de la baillie de Lohairainne et de la grant Borgoingne » 26 mai 1303: « frater Aymo de Osiliers tunc preceptor dicti ordinis in Burgundia ; frater Ayme marescalcus tunc preceptor in comitatu Burgundie » Reçu dans l'ordre en 1276, assiste au chapitre qui s'est tenu à Paris en 1298 Commandeur de la baillie de Lorraine (1296-1303) Se trouvait à Andravilla (Péloponnèse) le 24 juin 1303 Maréchal de l'ordre (1304-1312) Arrêté, emprisonné et interrogé à Chypre, |